# 迪里奧莫

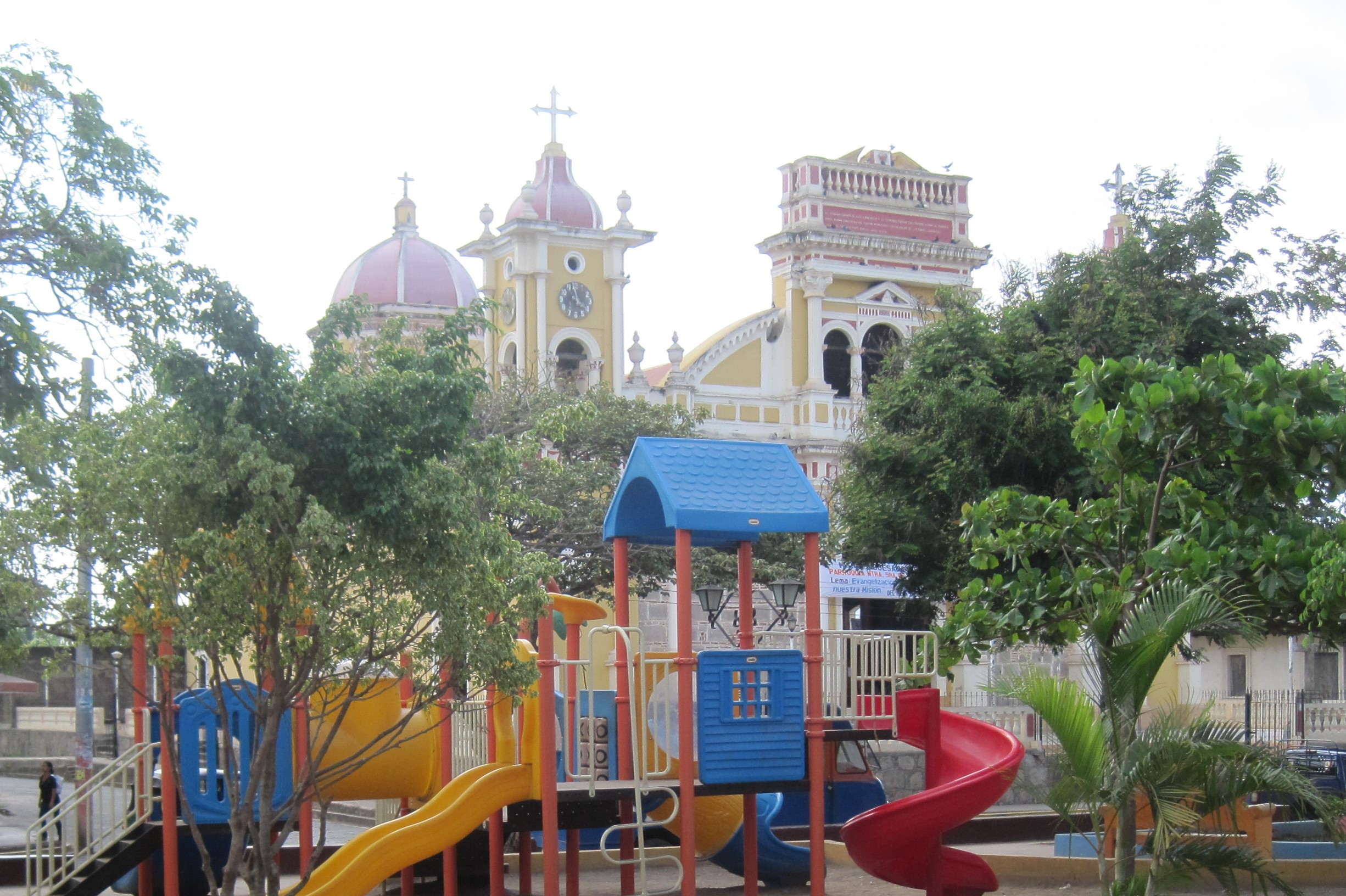
教會

迪里奧莫（西班牙語：Diriomo），是尼加拉瓜的城鎮，位於該國西部，由格拉納達省負責管轄，面積50平方公里，海拔高度302米，2005年人口22,352，人口密度每平方公里447.04人。
11°52′N 86°03′W / 11.867°N 86.050°W